# Wílmer López
Wilmer López Arguedas (San José, 1971. augusztus 3. –) Costa Rica-i válogatott labdarúgó, edző.

## Pályafutása

### Klubcsapatban
Pályafutását a Carmelita csapatában kezdte 1992-ben. Egy évvel később az Alajualense igazolta le. Hamar a szurkolók egyik kedvenc játékosává vált. Két bajnoki cím és egy UNCAF-klubcsapatok kupája győzelem után, 1998-ban a kolumbiai Deportes Tolima együtteséhez igazolt, de szerződésbeli problémák miatt hamar távozott és visszatért az Alajuelensehez. 1998 és 2007 között csapatával öt alkalommal nyerte meg a Costa Rica-i bajnokságot, két alkalommal az UNCAF-klubcsapatok kupáját, egy alkalommal pedig a CONCACAF-bajnokok kupáját.

### A válogatottban
1995 és 2003 között 76 alkalommal szerepelt a Costa Rica-i válogatottban és 6 gólt szerzett. Bemutatkozására 1995 augusztusában került sor egy Japán elleni barátságos mérkőzésen. Részt vett a 2002-es világbajnokságon, az 1995-ös és az 1997-es UNCAF-nemzetek kupáján, az 1998-as, a 2000-es, a 2002-es és a 2003-as CONCACAF-aranykupán, illetve az 1997-es és a 2001-es Copa Américan.

## Sikerei, díjai

### Játékosként
Alajuelense
- Costa Rica-i bajnok (7): 1995–96, 1996–97, 1999–00, 2000–01, 2001–02, 2002–03, 2004–05
- CONCACAF-bajnokok kupája (1): 2004
- UNCAF-klubcsapatok kupája (3): 1996, 2002, 2005

Costa Rica
- Copa Centroamericana (1): 1997
- CONCACAF-aranykupa döntős (1): 2002

## Külső hivatkozások
- Wílmer López – a FIFA adatbázisában
- Wílmer López adatlapja a National-Football-Teams.com oldalon (angolul)

- Wílmer López (angol nyelven). FootballDatabase.eu